# Sima Sarıkaya
Sima Sarıkaya (født 1975 i İstanbul, Tyrkiet) er en tyrkisk pop og elektronisk musik sangerinde.

## Diskografi

### Album
- Herşeye Rağmen (1996)
- Bul Beni (2010)
- 5+1 (2013, Maxi Single)

### Hit sange
- "Herşeye Rağmen" (1996)
- "Yeminliyim" (1996)
- "Adresim Aynısı" (1996)
- "Bul Beni" (2010)
- "Haydi Gel Benimle Ol" (2013)